# Schismus
Schismus es un género  de plantas herbáceas de la familia de las poáceas. Es originario de África, Mediterráneo hasta el oeste de India.

## Etimología
El nombre del género deriva del griego schisma (hendidura), refiriéndose a la punta de la lema. 

## Citología
El número cromosómico básico del género es x = 6, con números cromosómicos somáticos de 2n = 12 diploide.

## Especies
| - Schismus arabicus - Schismus aristulatus - Schismus barbatus - Schismus brevifolius - Schismus calycinus - Schismus fasciculatus - Schismus gouani - Schismus hirsutus - Schismus inermis - Schismus koelerioides | - Schismus marginatus - Schismus minutus - Schismus ovalis - Schismus patens - Schismus perennis - Schismus pleuropogon - Schismus scaberrimus - Schismus spectabilis - Schismus tenuis - Schismus villarsii |